# DTXmania
YAMAHA 公司推出的在电脑上使用的打鼓机游戏 Drummania 和 吉他机游戏 GuitarFreaks的模擬器，可以使用鍵盤進行遊戲，或通過電腦的 MIDI 接口連接 電子鼓 進行遊戲。DTXmania 使用 DTX 格式或 GDA 格式的文档，除了支持对应打鼓机游戏 Drummania 的鼓谱和 吉他机游戏 GuitarFreaks的吉他谱，还支持对应的背景动画。